# 格雷倫巴赫河
49°35′10″N 12°30′26″E / 49.58607°N 12.50718°E

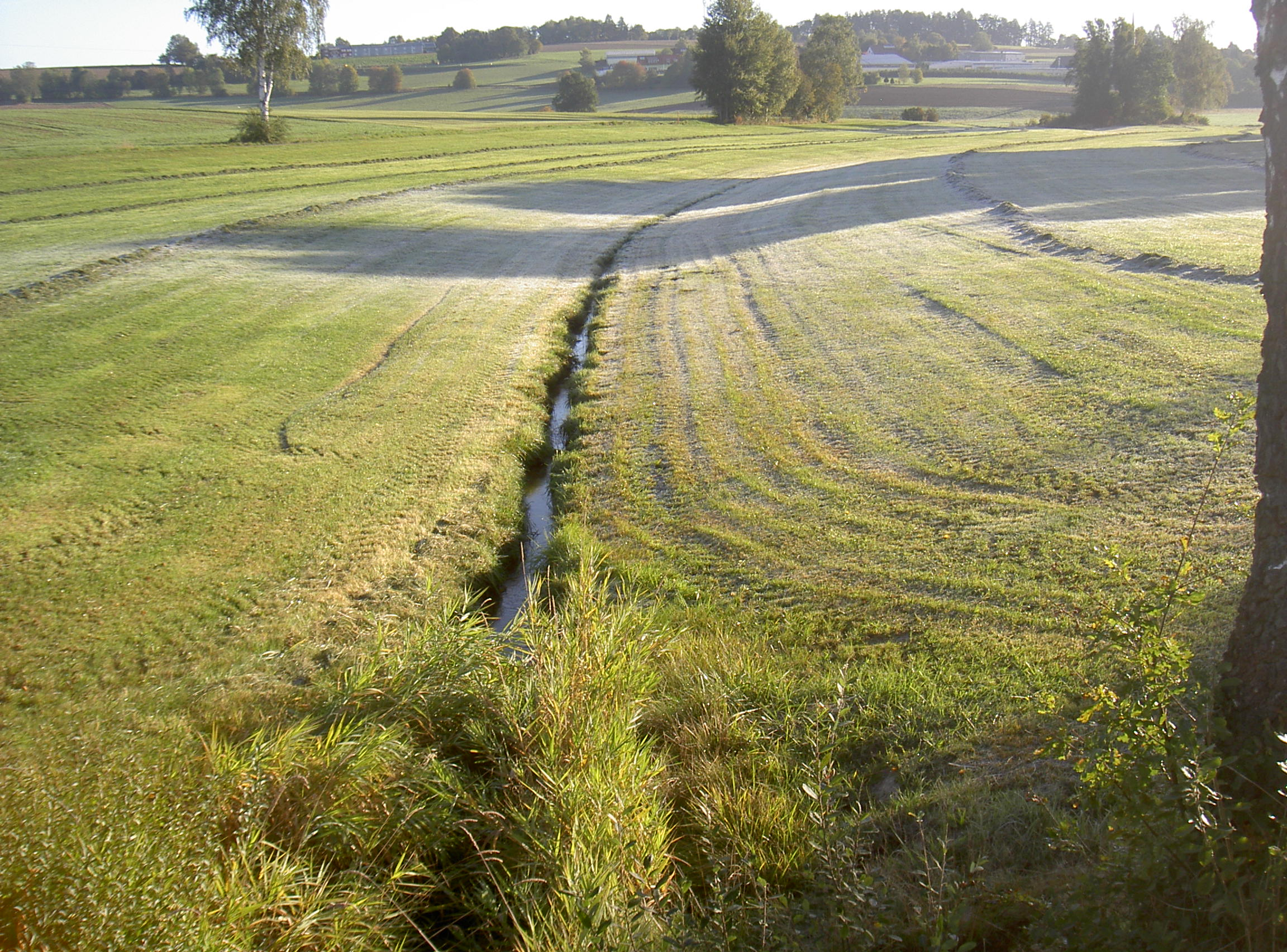

格雷倫巴赫河是德國的河流，位於該國東南部，由巴伐利亞負責管轄，屬於洛伊斯巴赫河的左支流，河道全長4.5公里，流域面積5.7平方公里。